# 巴特菲爾德鎮區 (明尼蘇達州沃通旺縣)
巴特菲爾德鎮區（英語：Butterfield Township）是位於美國明尼蘇達州沃通旺縣的一個行政鎮區，於1872年設立。

## 地方資料
巴特菲爾德鎮區的面積為92.13平方千米，當中陸地面積為91.73平方千米，而水域面積為0.40平方千米。根據2020年美國人口普查的數據，當地共有人口200人，而人口密度為每平方千米2.17人。